# Arturo Lona Reyes

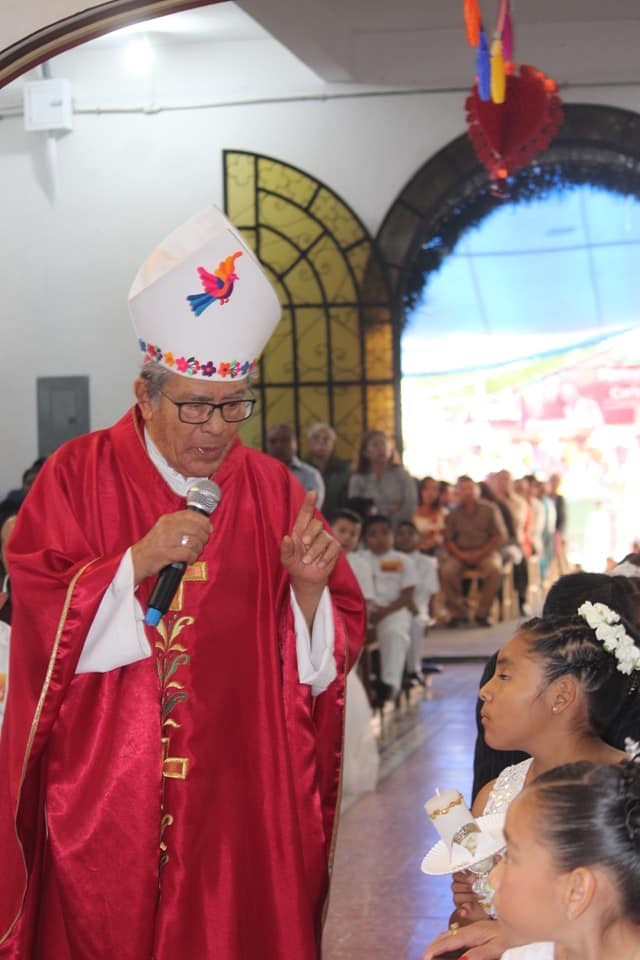
Arturo Lona Reyes (2019)

Arturo Lona Reyes (* 1. November 1925 in Aguascalientes; † 31. Oktober 2020 in Lagunas, Oaxaca) war ein mexikanischer Geistlicher und römisch-katholischer Bischof von Tehuantepec. Er galt als Mexikos Sozialbischof und „Bischof der Armen“.

## Leben
Arturo Lona Reyes empfing am 15. August 1952 die Priesterweihe.
Papst Paul VI. ernannte ihn am 4. Mai 1971 zum Bischof von Tehuantepec. Der emeritierte Bischof von Huejutla, Manuel Jerónimo Yerena y Camarena, spendete ihn am 15. August desselben Jahres die Bischofsweihe; Mitkonsekratoren waren Sefafín Vásquez Elizalde, Bischof von Huejutla, und Bartolomé Carrasco Briseño, Bischof von Tapachula.
Lona galt als „Bischof der Armen“. Landesweit bekannt wurde er für seinen Einsatz für die Rechte der indigenen Bevölkerung Mexikos. Er gründete das Menschenrechtszentrum Tepeyac in Tehuantepec. Ab 1972 stand er der Indigenen-Kommission der mexikanischen Bischofskonferenz vor. Der Bischof setzte sich gegen umstrittene Großprojekte im Bergbau und der Windkraft auf indigenen Territorien ein. Doch wer sich so sehr für die sozialen und territorialen Rechte der Armen einsetzt, der hat fast schon naturgemäß mächtige Feinde in den Chefetagen der Bergbau- und Energiekonzerne. Wegen seines Einsatzes für die Rechte der indigenen Bevölkerung soll er zu Lebzeiten elf Attentatsversuche überlebt haben. Auch das stärkte den Mythos und den Bekanntheitsgrad Lona Reyes, zuerst in der Region und dann in ganz Mexiko.  Er war maßgeblich an der Gründung mehrerer Genossenschaften von Bauern und Handwerkern beteiligt. Er unterstützte den Aufbau des Instituto Superior Intercultural Ayuuk, einer indigene Hochschule in Jaltepec de Candayoc in Oaxaca.
Am 25. November 2000 nahm Papst Johannes Paul II. seinen altersbedingten Rücktritt an. Lona Reyes war Diabetiker und verstarb am 31. Oktober 2020 einen Tag vor seinem 95. Geburtstag an den Folgen der COVID-19-Erkrankung.
Arturo Lona Reyes war ein Vertreter der Befreiungstheologie.

## Ehrungen
Arturo Lona Reyes wurde 2008 für sein humanitäres Eintreten mit dem Nationalen Menschenrechtspreis „Don Sergio Mendez Arceo“ ausgezeichnet.